# Reserva Extrativista Acaú-Goiana
A Reserva Extrativista Acaú–Goiana é uma unidade de conservação (UI) federal brasileira categorizada como reserva extrativista. Foi criada por Decreto Presidencial em 26 de setembro de 2007 numa área de 6.676,69  hectares entre os municípios de Pitimbu e Caaporã no estado da Paraíba e Goiana  no estado de Pernambuco.
Em 2014, foram distribuídos às famílias dessa UI equipamentos para medir as carapaças dos caranguejos. Os “caranguejímetros”, como foram apelidados, evitam que sejam feita pesca em crustáceos fora do tamanho preestabelecidos.